# Kašna v Soultzbach-les-Bains
Kašna v Soultzbach-les-Bains, francouzsky Fontaine de Soultzbach-les-Bains, je kašna na území obce Soultzbach-les-Bains v Alsasku, stojící na Grand-Rue. Mezi historické památky byla zařazena v roce 1934.
Byla postavena v roce 1601 ze žlutého a růžového pískovce. Nádrž je osmiboká a na centrálním sloupu je lev se znakem (přidaný roku 1842). Na hlavici pod ním jsou čtyři hlavy a inciály H. B.. V roce 1965 byla vyměněna  nádrž (autorem nové byl sochař Augusto z Luttenbach-près-Munster). V roce 1995 bylo vyměněno vodovodní potrubí.